# Foreign Affairs
|  | Per a altres significats, vegeu «Foreign Affairs (desambiguació)». |

Foreign Affairs és una revista estatunidenca sobre relacions internacionals i política exterior dels Estats Units publicada pel Council on Foreign Relations. Es publica desde l'any 1922, i actualment té un versió impressa bimensual i una edició en línia. L'any 2018 la versió impresa tenia una difusió de 198.000 exemplars i 329.000 lectors.
El Council on Foreign Relations, fundat l'estiu de 1921, declarava en la seva carta fundacional el propòsit de "permetre una conferència contínua sobre qüestions internacionals que afecten els Estats Units, reunint experts en matèria estatal, finances, indústria, educació i ciència". Durant el su primer any d'existència, el Consell es va dedicar a organitzar conferències a través de reunions i petits grups de discussió, però finalment va decidir buscar un públic més ampli i va començar a publicar trimestralment Foreign Affairs el setembre de 1922. El consell va nomenar el professor Archibald Cary Coolidge, de la Universitat Harvard, com a primer editor de la revista. Com que Coolidge no estava disposat a traslladar-se de Boston a Nova York, Hamilton Fish Armstrong, alumne de Princeton i corresponsal europeu del New York Evening Post, va ser nomenat editor gerent, gestionant el dia a dia de la revista. Armstrong va triar el distintiu color blau clar per a la portada, mentre que les seves germanes, Margaret i Helen, van dissenyar el logotip i la lletra respectivament. Foreig Affairs es considera una publicació continuadora del Journal of International Relations, publicat entre 1910 i 1922, que era continudor del Journal of Race Development, publicat entre 1911 i 1919.

## 1922-1945
L'article principal de la primera edició Foreign Affairs el va escriure Elihu Root, que havia estat secretari d'Estat dels Estats Units sota l'administració de Theodore Roosevelt, on argumentava que els Estats Units s'havien convertit en la potència mundial, de manera que la població necessitava estar millor informada sobre els assumptes internacionals. John Foster Dulles, un advocat noivaiorquès que arribaria a ser Secretari d'Estat durant el mandat de Dwight D.Eisenhower, també va escriure un article en el primer número de la revista, sobre les dificultats de les reparacions de guerra exigides a Alemanya després de la Primera Guerra Mundial. A partir de 1925, Foreign Affairs va publicar una sèrie d'articles escrits per l'intel·lectual afroamericà William William Edward Burghardt Du Bois. Du Bois, amic personal d'Armstrong, va escriure sobre temes racials i imperialisme. A finals de la dècada del 1930 la periodista de la revista Time Dorothy Thompson, també s'incorporà com articulista.

## 1945-1991
La revista va aconseguir el seu major apogeu després de la Segona Guerra Mundial quan la política exterior es va convertir en l'eix de la política dels Estats Units, i es convertiren en un poderós actor de l'escena internacional. S'hi van publicar diversos articles que han estat considerats rellevants, incloent els treballs de George F. Kennan sobre la seva doctrina de la contenció, que seria la base de la política estatunidenca durant els primers anys de la Guerra Freda. Fins a onze diferents Secretaris d'Estat van escriure assajos a Foreign Affairs.

## 1991-actualitat
Després de la fi de la Guerra Freda i, especialment, després dels atemptats de l'11 de setembre de 2001, la globalització econòmica i cultural, va donar a la revista una audiència ampliada. Un dels articles més rellevants publicats a Foregin Affairs fou el de l'any 1993 de Samuel P. Huntington, sobre el Xoc de civilitzacions. També ho fou l'article El miracle asiàtic de l'economista Paul Krugman l'any següent. Al número de novembre-desembre de 2003 de Foreign Affairs, Kenneth Maxwell va escriure una ressenya d'el llibre de Peter Kornbluh, The Pinochet Fitxer: A Declassified Dossier on Atrocity and Accountability, que va aixecar controvèrsia per la relació de Henry Kissinger amb el règim de dictador xilè Augusto Pinochet i l'Operació Còndor.